# Ralph Miller (Skirennläufer)
Ralph English Miller Jr. (* 23. September 1933 in Hanover, New Hampshire; † 21. November 2021 in Lexington, Massachusetts) war ein US-amerikanischer Skirennläufer.

## Biografie
Ralph Miller wurde 1953 US-amerikanischer Meister in der Abfahrt, im Slalom und in der Kombination. Bei den Alpinen Skiweltmeisterschaften 1954 in Are war er trotz einer Knöchelverletzung, die er sich bei einem Sturz im Training zugezogen hatte, im Abfahrtslauf mit Zwischenbestzeit unterwegs, wurde jedoch nach einem Kantenfehler von der Piste geschleudert und beendete den Wettbewerb auf Rang 48. Ein Jahr später gewann er bei den Kanadischen Meisterschaften den Abfahrtslauf und die Kombination. Zudem stellte er in diesem Jahr einen Geschwindigkeitsweltrekord auf. Bei den Olympischen Winterspielen 1956 in Cortina d’Ampezzo belegte er im Slalomrennen Platz 22 und im Riesenslalom den 13. Rang. Im Abfahrtsrennen wurde er disqualifiziert.
Miller besuchte die Harvard Medical School und hatte später ein Stipendium an der Stanford University. Er war von Beruf Arzt und zog 1970 mit seiner Frau Pam Miller nach Lexington, Massachusetts. Dort wurde sie 1993 erste Bürgermeisterin der Stadt. Das Paar hatte drei Kinder.
Neben dem Skisport flog Miller gerne Hängegleiter. Bei einem Absturz in Mexiko zog er sich 2009 sieben gebrochene Rippen, mehrere gebrochene Wirbel, eine punktierte und kollabierte rechte Lunge sowie eine Kopfverletzung und innere Blutungen zu. Im Alter von 78 Jahren bestieg er zudem den Kilimandscharo.
Beim Fackellauf der Olympischen Winterspiele 2002 in Salt Lake City trug Miller die olympische Fackel durch Lexington.
Ralph Miller starb am 21. November 2021 im Alter von 88 Jahren an den Folgen einer Krebserkrankung.